# Инфлатон
Инфлато́н — гипотетическая элементарная частица, являющаяся квантом скалярного инфлятонного поля, которое, согласно инфляционной теории, ответственно за быстрое расширение Вселенной в период 10−35÷10−34 секунд после Большого взрыва.
Масса инфлатонов может достигать 1016 ГэВ.
Инфлатон — скалярная частица.
Согласно одной из гипотез, инфлатонами могут являться бозоны Хиггса.
Едва заметные неоднородности оставались ещё с момента распада инфлатонов, но пока во Вселенной доминировало излучение, оно мешало развитию неустойчивости.
Простейший вариант инфлатона — скалярное поле с квадратичной зависимостью потенциала от напряжённости — уже отбракован результатами «Планка».